# 우리의 향기
우리의 향기는 2003년 리숙경이 쓰고 전종팔이 제작 및 감독한 조선민주주의인민공화국 영화이다. 이 영화는 희극 장르에 속하며 2002년 시장 지향적 경제 개혁 이후의 시대를 반영한다. 할아버지를 통해 평호와 새별의 첫 중매 시도는 실패하지만, 두 사람은 운명처럼 평양시 봄 패션쇼에 함께 참여하게 된다. 신혼부부의 패션과 미덕을 모두 선보이는 이들의 가족들은 잠재적인 결합을 심판하기 위해 모인다. 그러나 전통과 사회에 스며드는 외래 문화의 영향이 대립하면서 두 가족과 젊은 커플 사이에 오해가 드라마를 만들어낸다.